# Sir Abu Nuʿair
Sir Abu Nuʿair (arabisch أبو صير نعير, DMG Abū Ṣīr Nuʿair) ist eine Insel im östlichen Persischen Golf. Sie gehört zur Gemeinde Schardscha im gleichnamigen Emirat der Vereinigten Arabischen Emirate und bildet dessen westlichste Landmasse. Sie liegt etwa 80 km nördlich von Abu Dhabi und etwa 104 km südwestlich von Abu Musa. Die Insel mit ihrem annähernd (bis auf die südöstliche Landspitze) kreisrunden Grundriss hat einen Durchmesser von 4 km und ist 14,34 km² groß.
Sir Abu Nuʿair ist das obere Ende eines Salzdiapirs aus dem Kambrium. Das in den Gesteinsschichten der Straße von Hormus häufig vorkommende Salz bahnte sich seinen Weg durch darüberliegende Gesteine und vermischte sich mit diesen. Aus diesem Grund sind Evaporite, Magmatisches Gestein und quarzhaltiger Sandstein typisch für die Oberfläche des Eilands.
In der Nähe der Insel befinden sich mehrere bedeutende Ölfelder des Iran und der Vereinigten Arabischen Emirate, darunter Fateh. Die Insel selbst gehört dem Öl- und Gaskonzern Crescent Petroleum.
Am südöstlichen Ausläufer der Insel befinden sich ein kleiner Hafen und ein Flugfeld. Dort wurde 2017 ein Projekt mit Hotel, 17 privaten Villen, 30 Wohnungen, 16 Geschäften und öffentliche Einrichtungen (Aktivitätszentrum, Moschee) fertiggestellt.

## Historische Karten

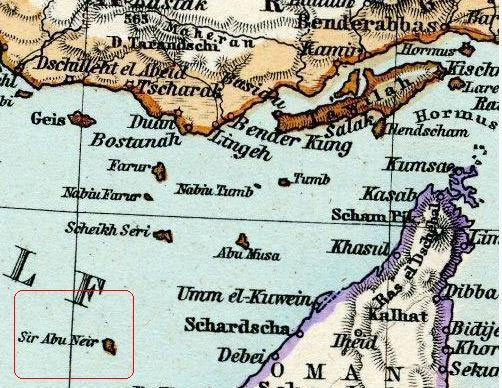
Karte von Adolf Stieler (19. Jahrhundert, vor der britischen Besetzung der damals iranischen Insel)
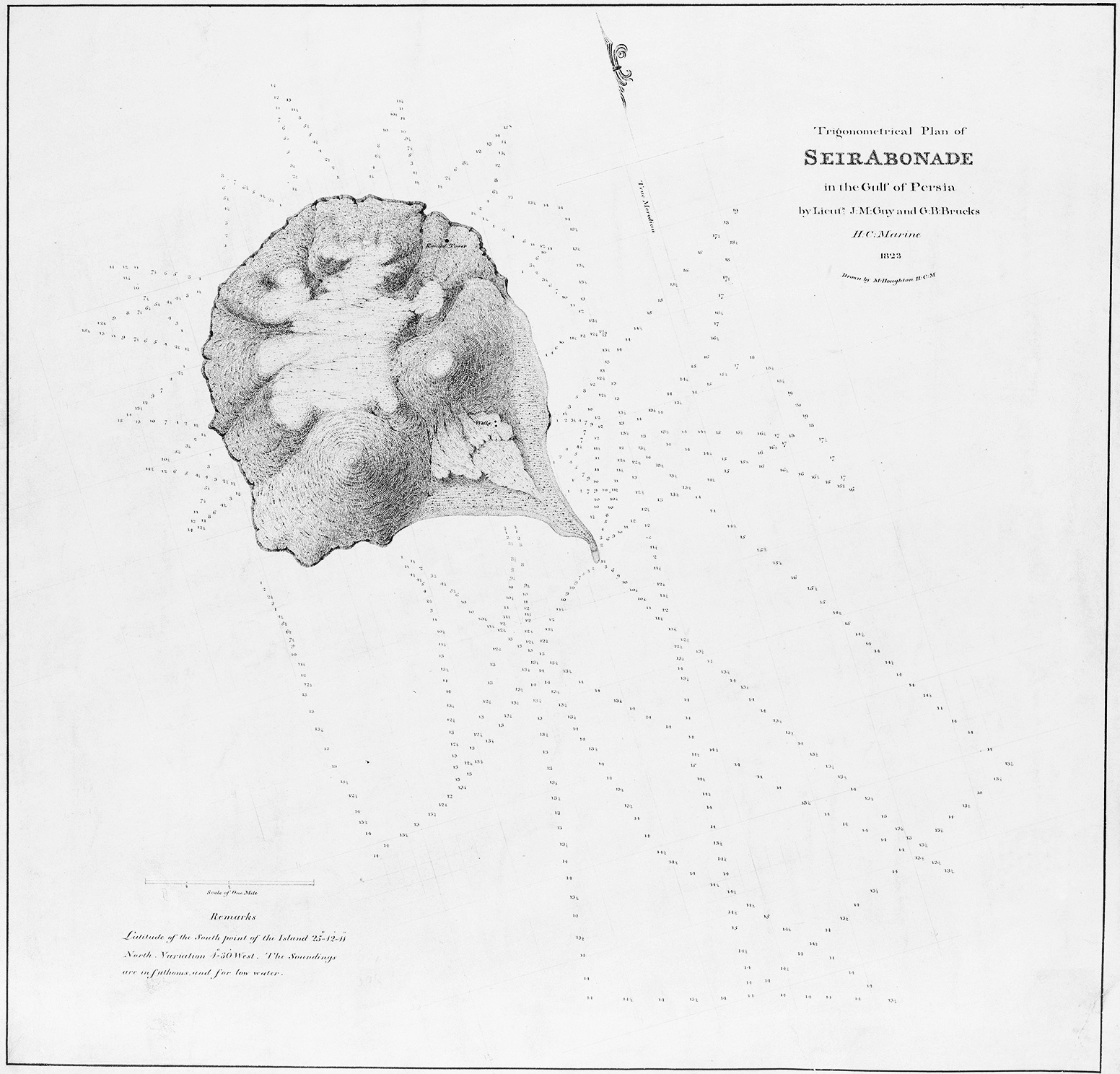
Karte von 1825